# Subprefectura de Perus
La subprefectura de Perus es una de las 32 subprefecturas de la ciudad de São Paulo, siendo regida por la Ley Nº 13,999 del 1 de agosto del 2002.
Está conformada por dos distritos: Perus y Anhanguera que sumados representan un área de 57.2 kilómetros cuadrados y una población de 109,218 habitantes.